# 温德尔·拉迪摩
温德尔·拉迪摩（Wendell Mitchell Latimer，1893年4月22日—1955年7月6日）是一位美国化学家，因发现氚以及在《元素的氧化态及其在水溶液中的潜力》一书中对氧化态的描述而闻名。
他因与乔治·吉布森（George Ernest Gibson）的合作而获得了加州大学伯克利分校的博士学位。